# Archaeoglobi
Archaeoglobi är en klass av arkéer som ingår i fylumet Euryarchaeota.